# 七十二聖人廟
23°17′43″N 120°20′14″E / 23.295179°N 120.337281°E
七十二聖人廟，是位於臺灣臺南市柳營區太康里農田的廟宇，祭祀在1968年6月3日於此地空難身亡的空軍官兵與軍眷。

## 歷史
1968年6月3日，由屏東空軍六聯隊（今屏東空軍439聯隊）第六中隊楊尚杰駕駛編號6185號的C-46運輸機，在從岡山飛往台北途中失事，墜毀在台南縣柳營鄉太康村的農場，全體人員身亡。
罹難者除正駕駛外，還有副駕駛王蜀培、通信官魏宗林、 機工長張竹青、林桂品、空運士李金元等機員六員。乘客有空軍總部副督察長陳敏、政治部監察官胡觀洋、後勤署後勤計畫組預算官丁家鈺、軍醫處參謀長張普照、作戰署參謀桂景晟、情報署情報官李天一、國防部後勤參謀次長室補給官陽子明、三軍指參大學副總教官史復新、空軍參大教官張俊勛、工程官石濟生、空軍機校教官洪居發、憲兵士官汪忠勇，以及多位空軍軍眷。
據岡山樂群眷村原住戶常溱、李定中、周燕初回憶說，案發當天是端午節假期收假的上班日，當時在北臺灣上班或讀大學的岡山眷村子弟，都返回岡山過節，循例週一一早搭乘從屏東六聯隊起飛、降落岡山機場的C46型運輸機公務機，北上上班和就學，按當時慣例，軍人和軍眷登記即可免費搭機。像是住在岡山貿易十村的張俊勛與妻子、養子一同喪命。此為C-46運輸機最嚴重的空難之一，從此軍方以後規定眷屬不得搭乘軍機。莊盛晃說，這起意外折損大批岡山眷。當年處於戒嚴時期，軍方並未對外公佈罹難者名單，也未公開說明墜機原因。
約1990年代，失事地的地主連永華有感流年不利、家人經常病痛，遂請示玄天上帝後，於自家農地上興建廟宇，取名為 「七十二聖人廟」，以祭拜當時空難者。高雄市岡山眷村文化協會總幹事莊盛晃表示，至少有二十五位罹難軍眷姓名等簡單資訊，甚至有一家同時多人罹難，當時的C46型運輸機最多大概可搭載40人，即使超載，應該也不至於超過五十人，因此紀念當年空難者興建的「七十二聖人」說法仍有待查證。
失事當年在屏東空軍基地經營理髮廳的張淑女，嗣後在屏東市崇德一路經營家庭理髮，並在自宅開設神壇，法號「明海」。2009年2月28日，她跟空軍上校退伍、黃國屏黨部主委、而又是楊尚杰同學的許浩然，以及二十多員的屏東退伍軍人前往此廟立碑。由張淑女主祭，太康村長林國明也率村民四十多人參加。

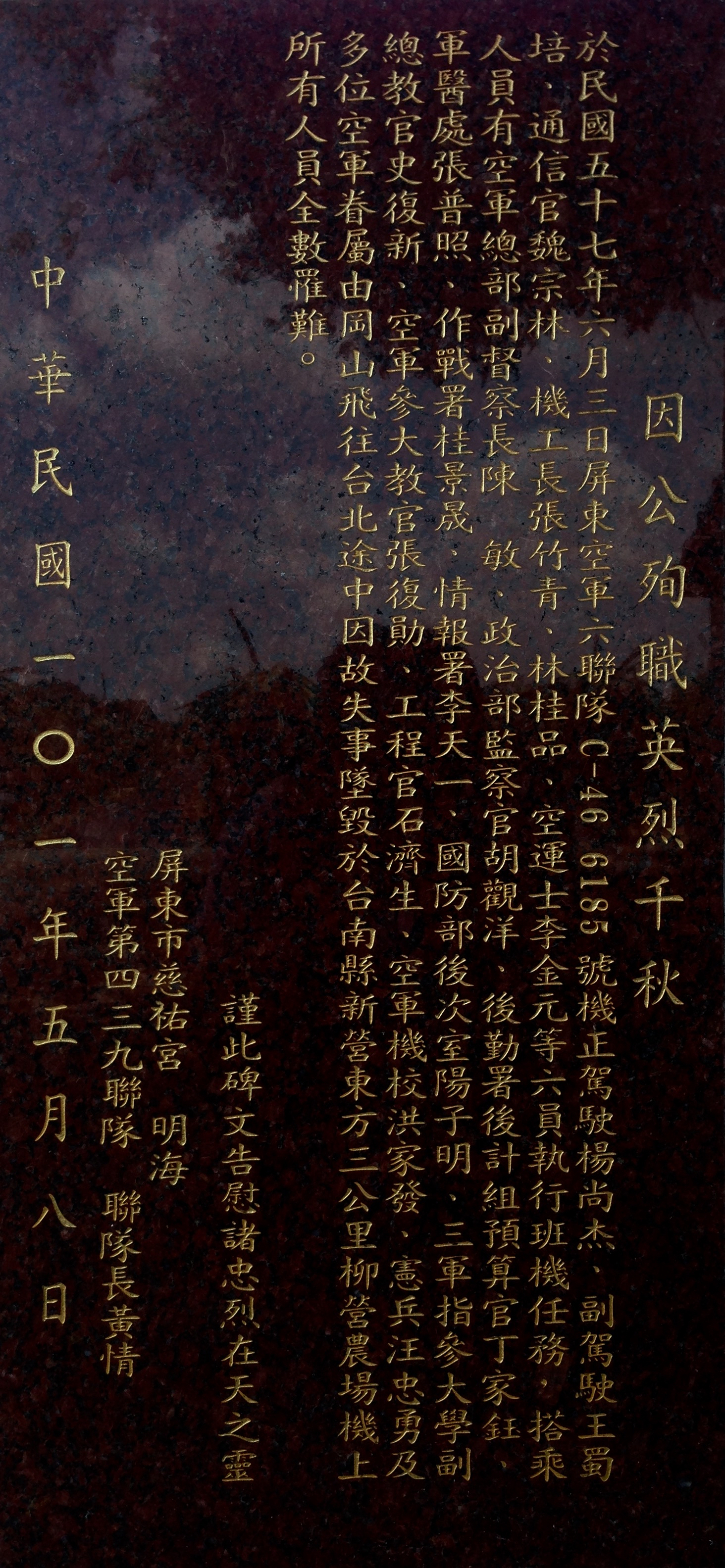
後於2012年由黃情與張淑女所共立的碑文。

2010年8月14日，空軍節，張淑女接受《聯合報》訪問時表示立碑動機是因被託夢請求，不久許浩然上門理髮，才知道他與楊尚杰是同學，兩人便合力奔走完成立碑，她也出錢協助小廟水電設施。她還表示在台中有一名師姊曾被空難者託夢說他們不是聖人，是烈士。立碑後，她說至今再也沒有夢到他們了。

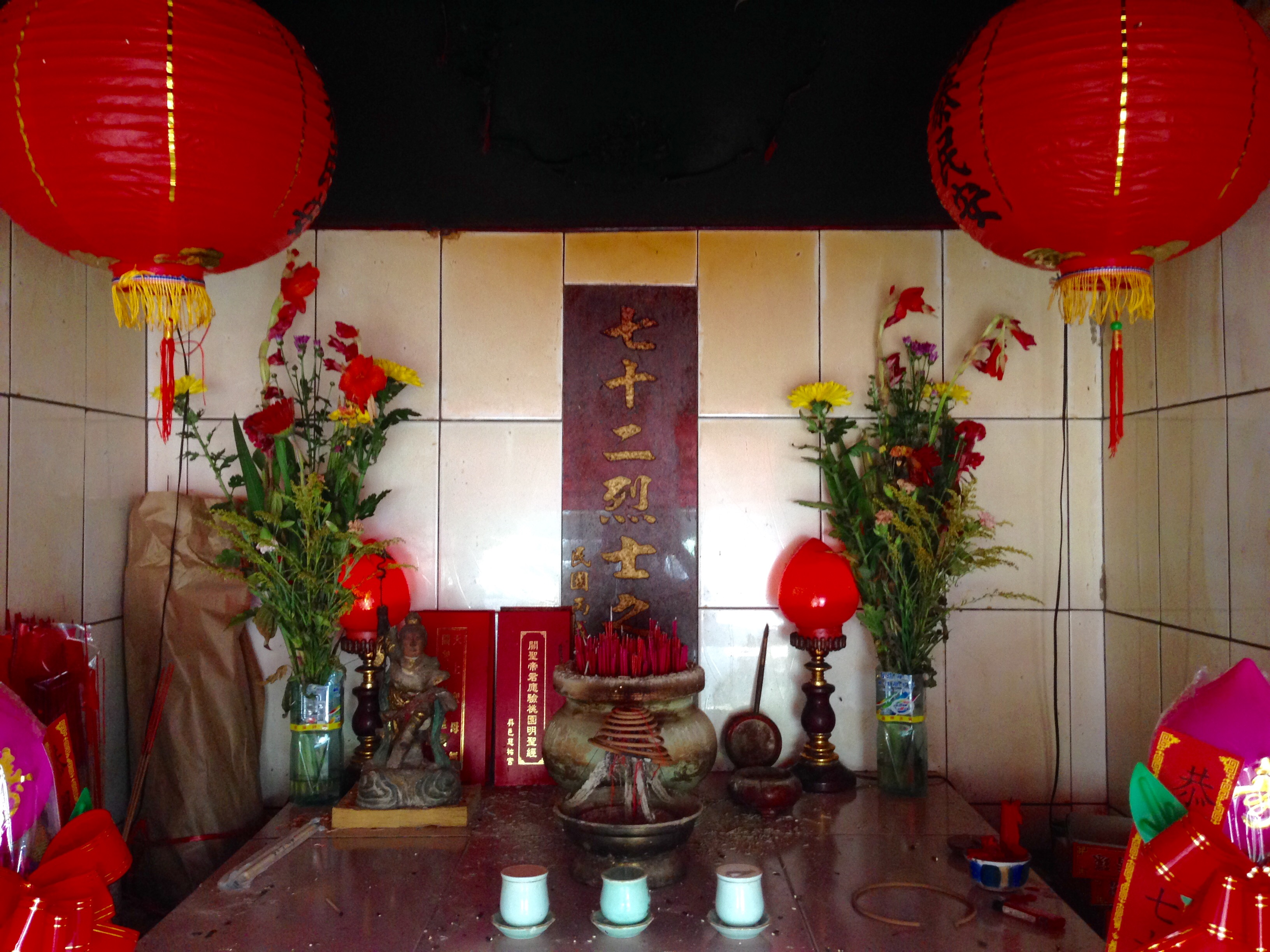
牌位

對張淑女說法，八旬的許浩然認為抱持寧可信其有的態度，遂協助立碑。